# Phan Dinh Giot
Phan Dinh Giot (Phan Đình Giót) foi um soldado vietnamita que morreu em ação durante a Batalha de Diên Biên Phu. Giot, tendo bloqueado uma metralhadora com o próprio corpo, é considerado um dos "heróis das forças armadas populares”, o mais alto título honorário concedido pela República Democrática do Vietnã. Durante a Batalha de Diên Biên Phu, este título foi concedido 16 vezes.
Sua postagem final foi o Esquadrão de Infantaria Adjunto da 58ª Companhia, 428º Batalhão, 141º Regimento, 312ª Divisão. Ele era membro do Partido Comunista Vietnamita.

## Biografia
Phan Đình Giót nasceu em 1922 em uma família muito pobre, na aldeia de Vinh Yen (hoje aldeia 8), comuna de Cam Quan localizada no distrito de Cam Xuyen, incluída na província de Hà Tĩnh.
Ele teve uma vida duro até os 13 anos e passou por adversidades. Após a Revolução de Agosto, Phan Dinh Giot participou do combate com as unidades de autodefesa. Em 1950, Phan Dinh Giot se ofereceu para servir no exército principal do Viet Minh.
Phan Dinh Giot participou de muitas campanhas importantes no noroeste, como Trung Du, Hoa Binh, Tay Bac e Dien Bien Phu.
Ele esteve particularmente envolvido nas batalhas de Hòa Bình (10 de novembro de 1951 a 25 de fevereiro de 1952) e Dien Bien Phu (20 de novembro de 1953 a 8 de maio de 1954), na qual foi morto em combate.

## Circunstâncias e relato de sua morte

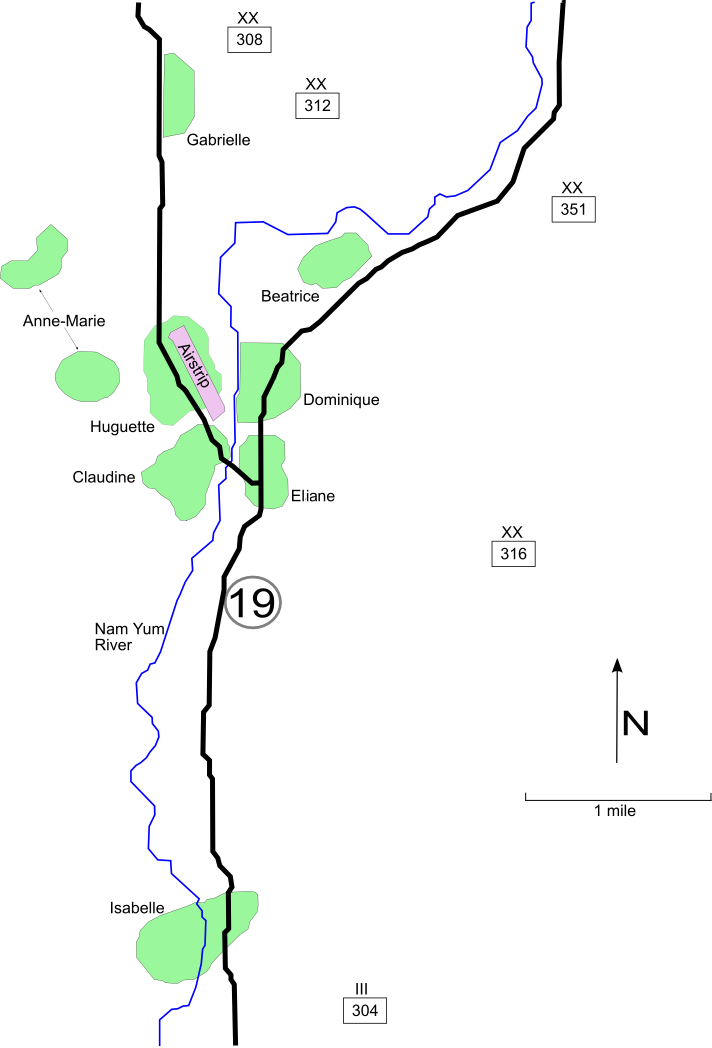
Posições das divisões EPV em Dien Bien Phu, a 312 na frente das posições de Gabrielle e Béatrice.

Phan Đình Giót fazia parte do Regimento 141 da Divisão 312, que esteve envolvido desde o início da ofensiva do Viet Minh. Na tarde de 13 de março de 1954, sua unidade abriu fogo para destruir o inimigo em Him Lam. A batalha, que começou com uma intensa preparação de artilharia a partir das 17h15, continuou com sucessivas ondas de assaltos, custosas em vidas humanas, atacando o reduto de Béatrice que foi tomado pouco antes da meia-noite. Os combates duram várias horas e terminam em combate corpo-a-corpo. Segundo a literatura e a mídia vietnamitas, Phan Đình Giót, vendo o avanço de seus camaradas interrompido pelo vigor do fogo francês vindo de um bunker, aproximou-se rastejando.

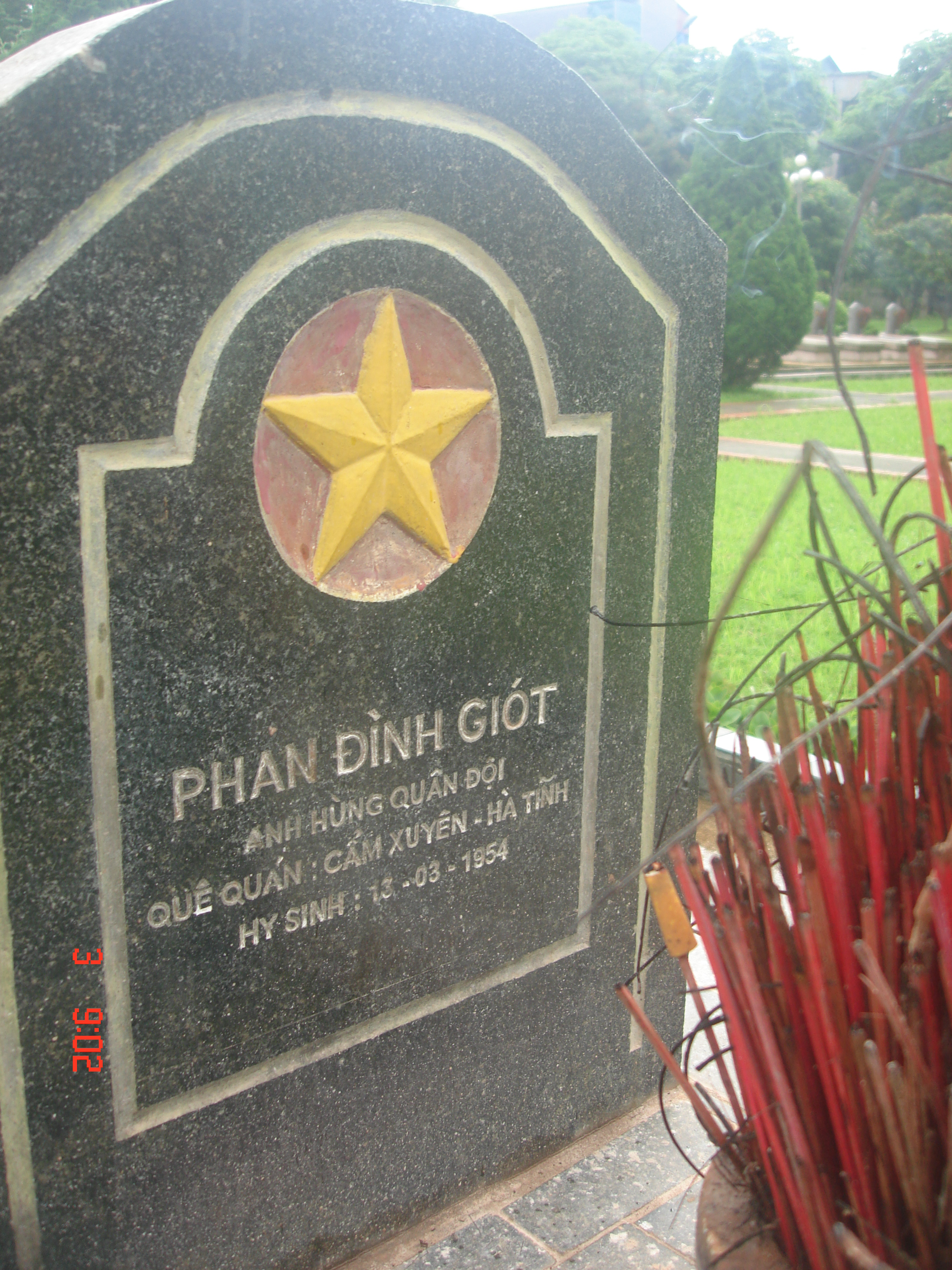
Sepultura de Phan Dinh Giot no cemitério militar de Dien Bien Phu.

A 58ª Companhia se precipitou à frente para abrir o caminho e desferiu o oitavo golpe consecutivo. Phan Dinh Giot executou o nono e foi ferido na coxa, mas ainda assim se ofereceu para executar o décima ataque. Os franceses concentraram seu poder de fogo e choveram balas no campo de batalha. Os soldados sofreram muitas baixas. Depois disso, Phan Dinh Giot causou mais duas explosões, partiu a última cerca, abriu caminho para o exército atacar a casamata de cabeça de ponte. Os franceses ficaram perplexos, aproveitando a oportunidade, então ele atacou a segunda casamata, desalojou os metralhadores, disparou para manter a unidade avançando. Durante o ataque, ele foi ferido no ombro e na coxa e sofreu grande perda de sangue.

De repente, o fogo da terceira casamata de soldados franceses disparou com força. A força de assalto vietnamita estava bloqueada, Phan Dinh Giot rastejou para a casamata com a ideia de extinguir imediatamente este ponto forte. Phan Dinh Giot usou sua força (mesmo ferido e perdendo sangue), levantou a sua submetralhadora para atirar na janela da casamata e, segunda as fontes vietnamitas, gritou:
"Determinado a sacrificar... pelo partido... pelo povo."
Então Phan Dinh Giot jogou todo o seu corpo no buraco para selá-lo. Como o corpo de Phan Dinh Giot bloqueou a a janela, os franceses lá dentro estavam presos e não podiam mais atirar, o exército vietnamita aproveitou a oportunidade para destruir a fortaleza de Him Lam em 13 de março de 1954, para ganhar vantagem na batalha de abertura do Cerco de Dien Bien Phu.
Phan Dinh Giot morreu às 22h30 do dia 13 de março de 1954, aos 32 anos. Ele foi um dos 16 heróis das Forças Armadas do Povo que foram elogiados por suas realizações na campanha de Dien Bien Phu.
Este relato, de um soldado se atirando em uma metralhadora para silenciá-la, é semelhante ao do soldado soviético Alexander Matrosov na Frente Oriental contra os alemães, e do soldado chinês Huang Jiguang na Coréia contra uma metralhadora americana na Batalha de Triangle Hill em outubro de 1952.

## Distinções e passagem para a posteridade
Sepultura de Phan Dinh Giot no cemitério militar de Dien Bien Phu.

No dia 31 de março de 1955, o título de "herói das forças armadas populares" foi concedido a ele postumamente. Anteriormente, ele havia sido citado várias vezes dentro da sua companhia. Sua biografia oficial o cita assim:
"Em Dien Bien Phu, o herói Phan Đình Giót usou seu corpo para obstruir uma metralhadora de modo a permitir que seus camaradas executassem o assalto."
Na parede perimetral do cemitério militar de Điện Biên Phu, onde repousa, baixos-relevos relatam momentos de bravura da batalha; incluind a ação de Phan Đình Giót. Livros de história no Vietnã falam de seu sacrifício e do local como exemplo. Sua submetralhadora está guardada no Museu do Exército, Tam Điệp, na província de Ninh Binh. Estradas e escolas levam seu nome. Um selo, emitido em março de 1971, o homenageia e ilustra sua ação.
A ação de Phan Đình Giót foi retratada no jogo de tiro em primeira pessoa 7554: Glorious Memories Revived na missão 6 "Steel Fist" (Punho de Ferro).